# Penthesilea

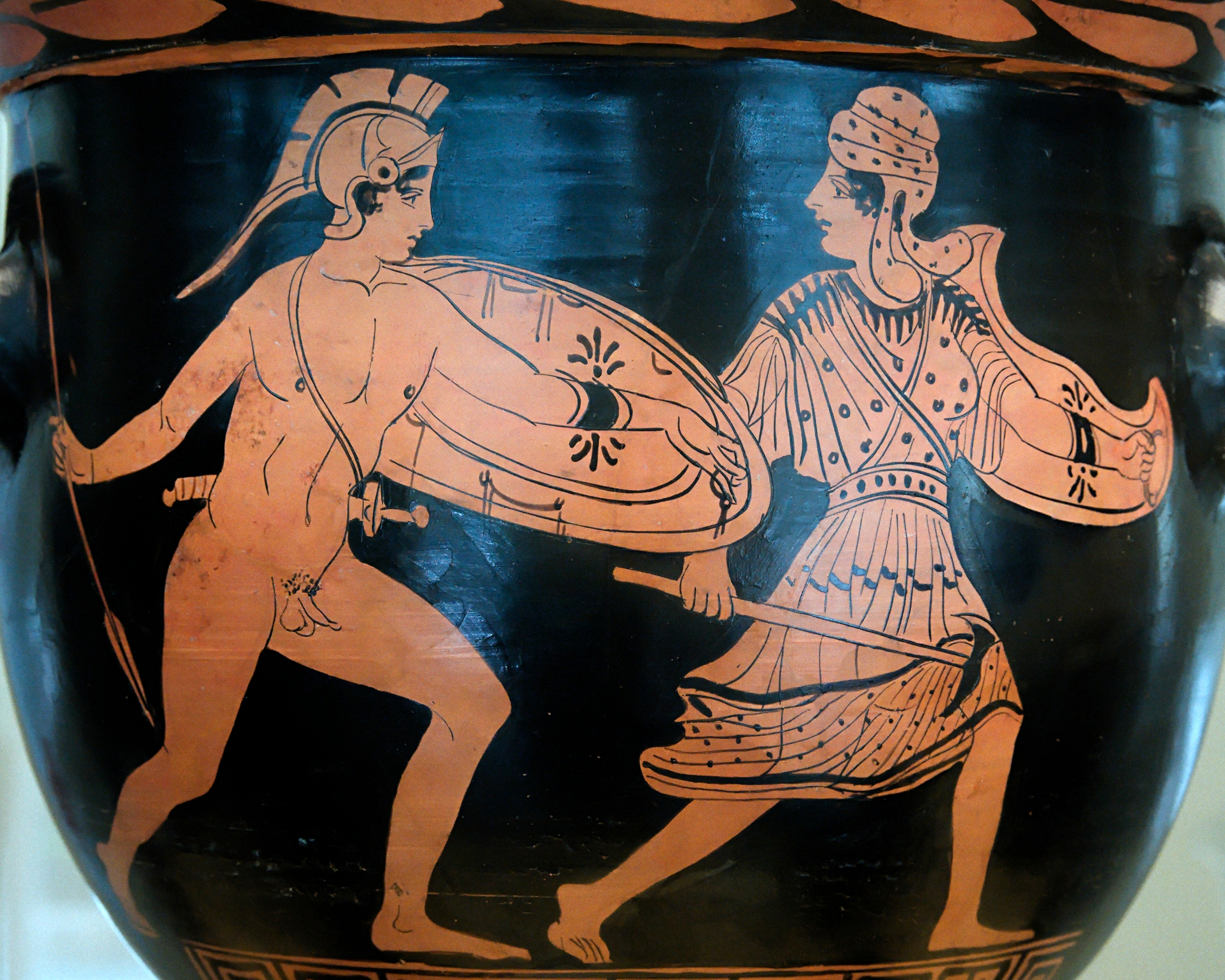
De strijd tussen Achilles en Penthesilea

In de Trojaanse Oorlog (Griekse mythologie) was Penthesilea de koningin-hogepriesteres van de Amazonen. Ze werd gedood door Achilles.
Zij werd door de Grieken 'dochter van de oorlogsgod Ares' genoemd om haar dapperheid, die legendarisch is geworden.
Ze vocht aan de kant van de Trojanen en viel op door haar vele overwinningen in de strijd. Achilles, vastbesloten om de confrontatie aan te gaan met de legendarische Amazone, doodde haar. Nadat hij haar van het leven beroofd had, nam hij haar helm van haar haar en werd door berouw overmand toen hij haar schoonheid zag.
De dood van Penthesilea was een groot verlies voor Troje.

## Penthesilea in de Epische Cyclus
Proclus was degene die de verloren gegane Epische Cyclus samenvatte; de Aethiopis van Arctinus van Milete, waar slechts vijf regels van zijn overgebleven in een citaat, gaf de gebeurtenissen van Penthesilea's leven weer. Het verhaal van Penthesilea vloeit zo vlot vanuit de Ilias in de Epische Cyclus over dat een bepaalde manuscripttraditie van de Ilias eindigt met:
"Aldus waren de begrafenis spelen voor Hector. En nu kwam er een Amazone opdagen, de groothartige dochter van de mannenverslaande Ares."
Volgens Diodorus Siculus:
"Nu zeggen ze dat Penthesileia de laatste der Amazonen was die de onderscheiding voor dapperheid won en dat voor de toekomst het ras minder en minder in aantal werd en dan al zijn kracht verloor; bijgevolg, wanneer in latere tijden welke schrijvers dan ook hun grootsheid verhalen, beschouwen mannen de antieke verhalen over de Amazones als fictieve vertellingen." (Diodorus Siculus, ii. 46).
Naast Penthesilea waren er nog twaalf andere Amazonen: Antibrote, Ainia, Cleite, Alcibië, Antandre, Bremusa, Derimacheia, Derinoë, Harmothoë, Hippothoë, Polemusa en Thermodosa.
Maar het schip van Cleite werd van zijn koers geblazen en geraakte nooit in Troje.

## Externe Bronnen
- http://www.stanford.edu/~plomio/penthesilea.html